# Wall-Forum

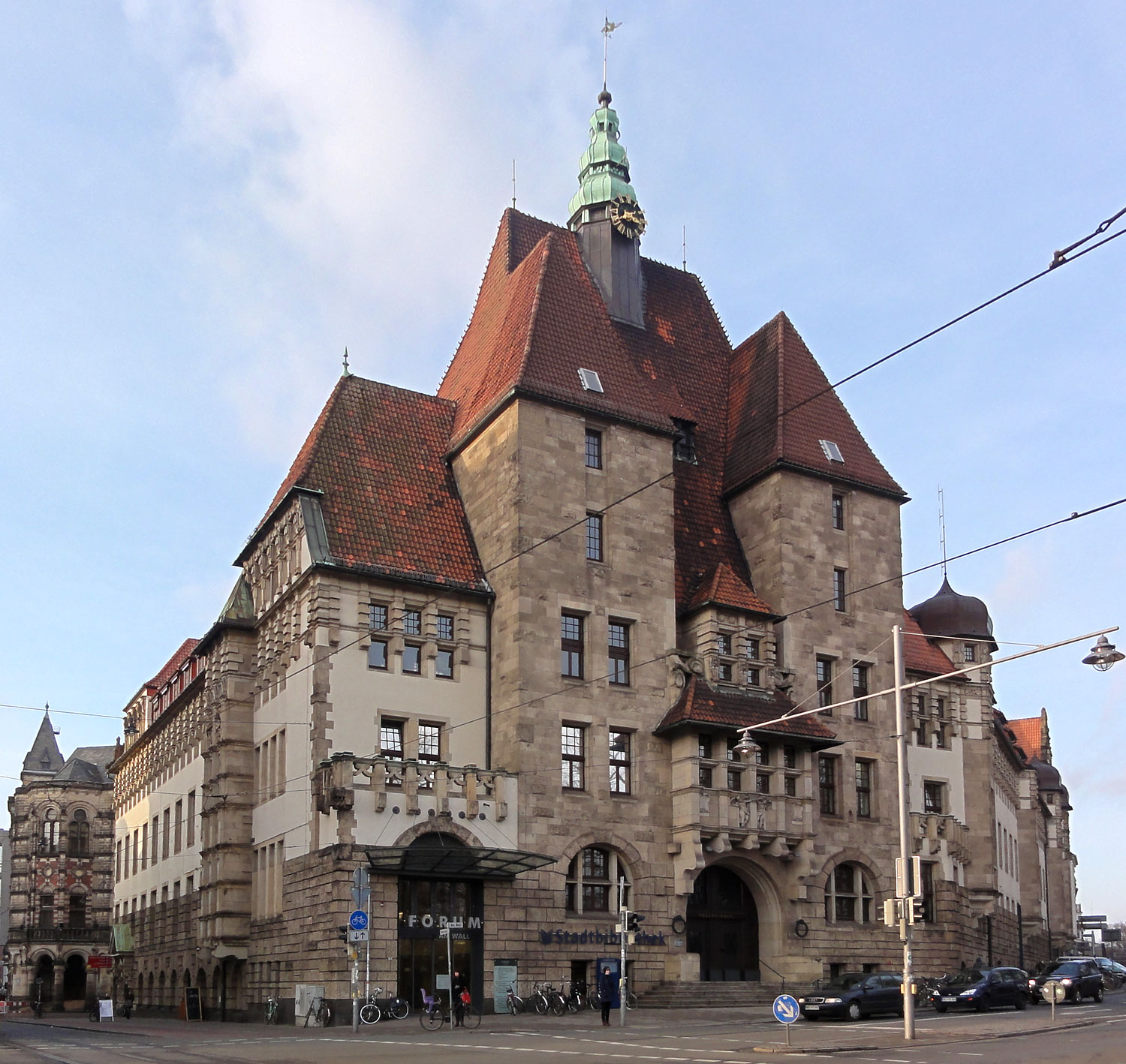
Wall-Forum, Am Wall 201

Das Wall-Forum, ehemals Polizeihaus, Am Wall 201 bzw. Ostertorstraße 2/3, war Sitz der Bremer Polizei. Heute sind in dem Gebäude die Stadtbibliothek Bremen, eine Passage mit Gastronomie und verschiedene Gerichte untergebracht.
Das Gebäude steht seit 1992 unter Bremer Denkmalschutz.

## Geschichte

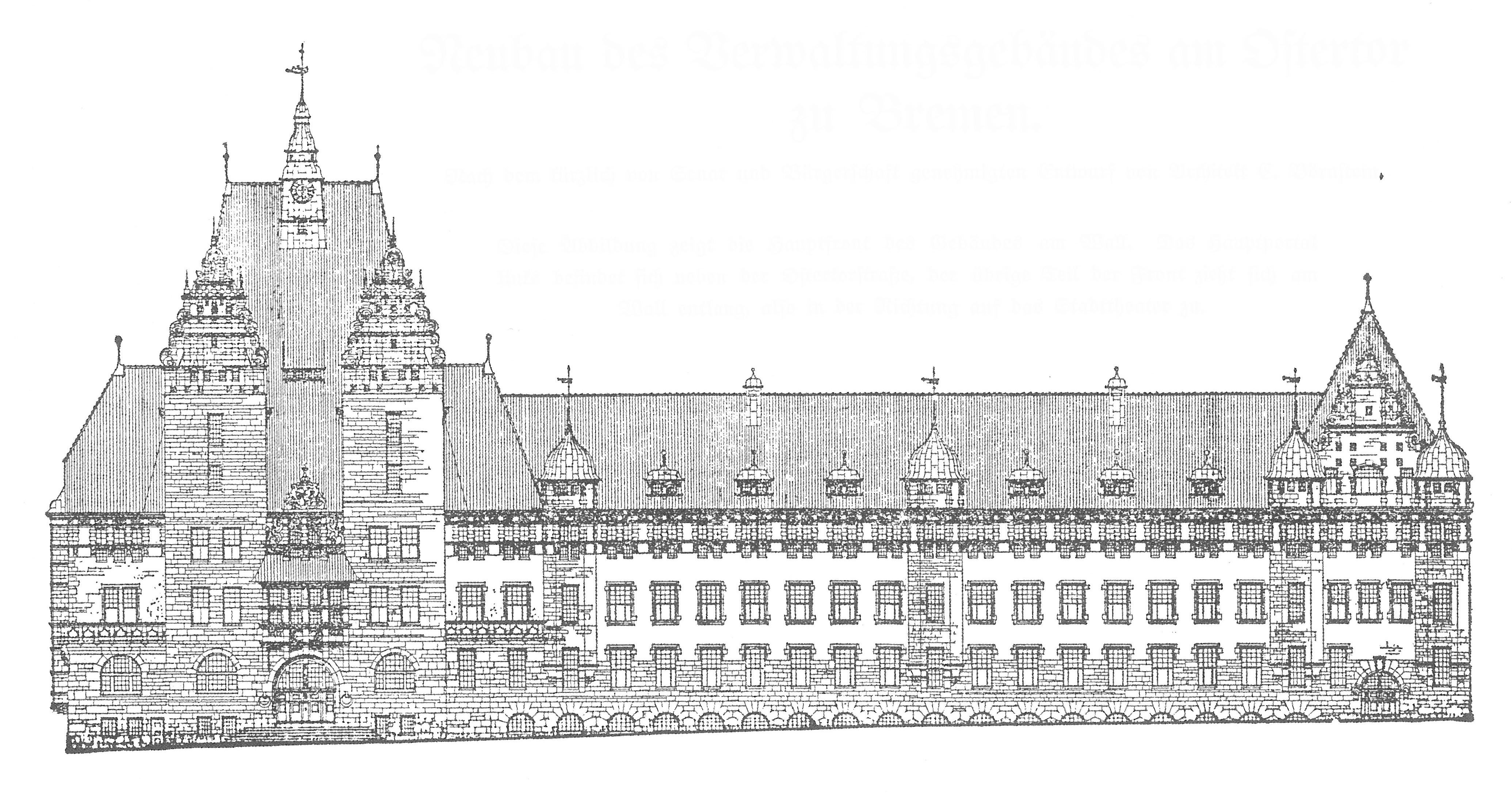
Das Polizeihaus, ursprüngliche Gestalt der Wall-Fassade nach der Entwurfszeichnung von Carl Börnstein, 1905

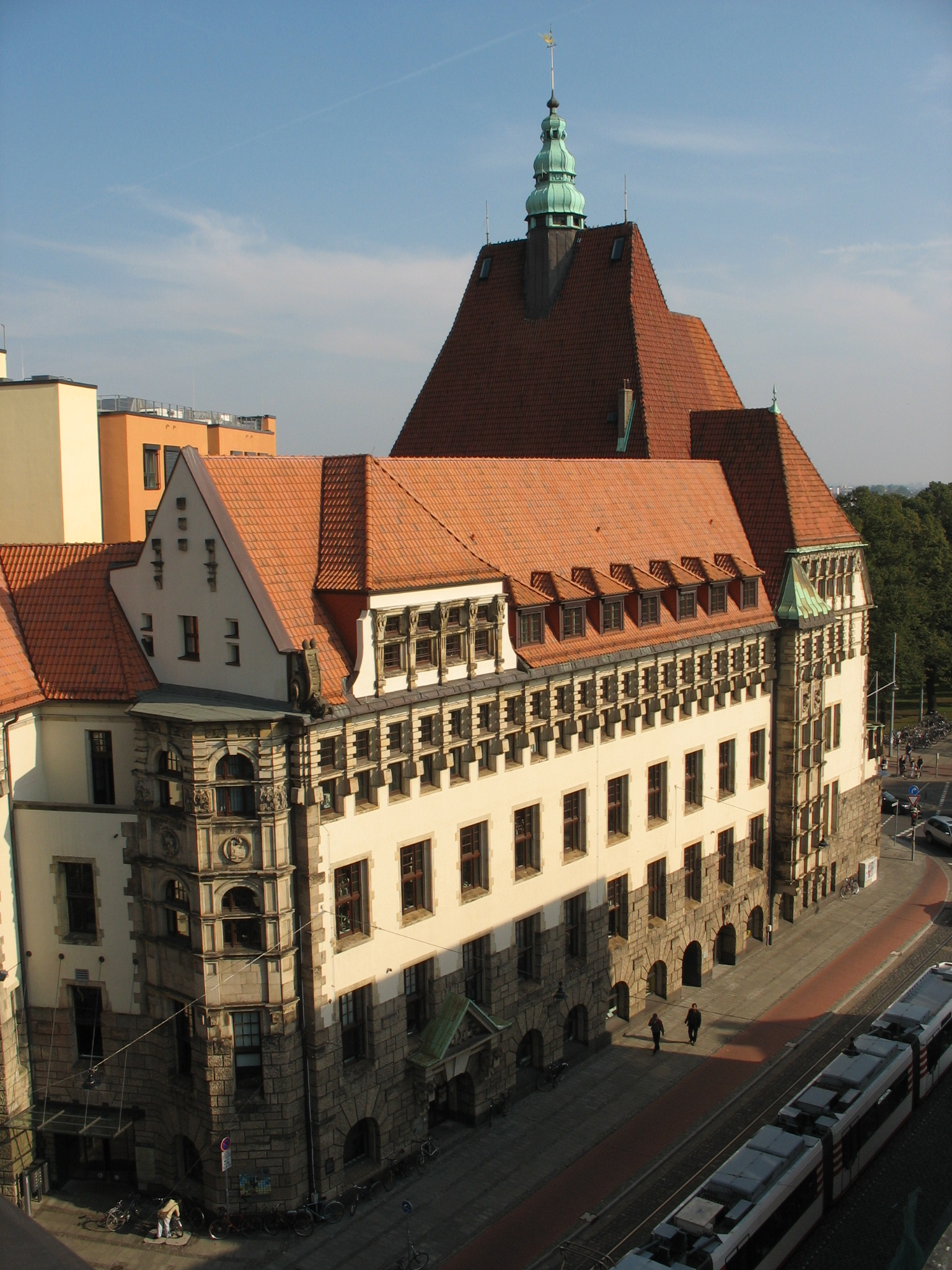
Polizeihaus/Wall-Forum, Ostertorstraße 2/3

Das ehemalige Stadthaus beim Bremer Rathaus musste für den Neubau des Neuen Rathauses abgerissen werden. Dafür war zuvor der Bau eines Polizeihauses erforderlich. Es wurden aus diesem Grund nach der Jahrhundertwende auch das Staatsarchiv und das Standesamt an der Tiefer neu errichtet.
Für den Standort des Polizeihauses war dabei die Nähe zum Gerichtsgebäude an der Domsheide ausschlaggebend. Auf dem geplanten Grundstück Am Wall 200/201 standen seit etwa 1800 klassizistische Gebäude, darunter das Haus der Union von 1801 sowie der bis ins 19. Jahrhundert als Gefängnis genutzte Hurrelturm, der noch von der alten Stadtmauer übrig geblieben war. 1905 wurden diese Bauten abgerissen.
Auf dem trapezförmigen Grundstück wurden zwei Quertrakte und der Innenhof sowie zwei kleinere Höfe durch die Bebauung vollkommen umschlossen. In der Bauepoche der Jahrhundertwende entstand nach einem Wettbewerb das Polizeihaus von 1906 bis 1908 nach Plänen von Carl Börnstein im historisierenden Stil der hanseatischen Neorenaissance. Ein hoher Sockel, das Mezzaningeschoss und die zwei turmartigen Bauteile am rundbogigen Haupteingang zum Wall gaben dem Polizeihaus etwas Wehrhaftes, sie hatten die Anmutung eines Stadttors an der Grenze zur Altstadt, wo sich einst die Bremer Stadtmauer und das Ostertor befanden. Die verputzten viergeschossigen Längsseiten mit einer zurückhaltenden Gliederung durch Erker und Giebel sind Ausdruck eines Verwaltungsgebäudes.
Im Zweiten Weltkrieg wurde durch Bomben auch das Polizeihaus getroffen. Der linke Giebel des Turms neben dem Haupteingang ging verloren. Um ein symmetrisches Fassadenbild zu erzielen, wurde ohne Rücksicht auf den Verlust historischer Bausubstanz auch der rechte Giebel abgetragen. Beide Türme erhielten ein steiles Walmdach als Turmhelm. Viele einzelne Details in der Formensprache der norddeutschen Renaissance und des Frühbarocks wurden nach dem Krieg innen wie außen teilweise beseitigt.
Im Juni 1945, als das Gebäude von der US-Besatzungsmacht genutzt wurde, fand bei der Verladung von Panzerfäusten und Handgranaten eine Explosion statt. Vier US-Soldaten und 41 Deutsche starben und 32 Schwerverletzte  waren zu beklagen. Teile des Mitteltrakten wurden dabei zerstört, darunter das Kriminalmuseum und die Räume der Kriminaltechnik.
Bis 1999 war im Polizeihaus die Zentrale der Polizei und bis in die 1990er Jahre auch die Zentrale des Stadtamtes. Das zentrale Polizeipräsidium Bremen ist dann im Stadtteil Vahr und die Zentrale des Stadtamtes am Rembertiring und danach in der Stresemannstraße/ Steubenstraße untergebracht worden.

## Wall-Forum
Die Stadt verkaufte 2001 das Gebäude an die Firma Zechbau. Im Herbst 2002 begann  nach Plänen von Thomas Klumpp der Umbau des Polizeihauses, und am 6. Oktober 2004 wurde das Wall-Forum (auch Forum Am Wall) mit einer Einkaufspassage mit Geschäften und Gaststätten, der neuen Zentralbibliothek und verschiedenen Gerichten wie Staatsgerichtshof, Verwaltungsgericht, Oberverwaltungsgericht und Sozialgericht sowie einem Polizeirevier eröffnet. Zechbau verkaufte die Immobilie 2004 weiter an den SachsenFonds.

## Nachweise
1. ↑  Denkmaldatenbank des LfD Bremen
2. ↑  Material zur Biografie Börnsteins bei: Karin Burkhart: Auf der Suche nach Carl Börnstein. In: Das Bremer Polizeihaus, 1999, S. 67–80
3. ↑  Frank Kunze: Die Explosion im Polizeihaus 1945. In: Das Bremer Polizeihaus, 1999, S. 111–113. - 1955 auch literarisch verarbeitet von: Mario Puzo (dt. in: Die dunkle Arena, München 1976, S. 29ff.), der als amerikanischer Soldat Zeuge der Explosion war.